# Miguel Gordo García
Miguel Gordo García (Villambrán de Cea, 23 de abril de 1935-Baracaldo, 11 de abril de 1976) fue un Agente de la Guardia Civil (TEDAX) que murió electrocutado al retirar una ikurriña colocada por miembros de ETA en un cable de alta tensión. En esa época era un recurso habitual de la banda adosar explosivos a las ikurriñas, ya que en aquel entonces, el despliegue de ikurriñas no estaba permitido.

## Biografía
Nacido en 1935 en Villambrán de Cea (Palencia), Miguel era un hombre casado, tenía un hijo de seis años, y diecisiete años antes había ingresado en la Guardia Civil. Su primer destino fue en Ochandiano (Vizcaya) de donde pasó a la Comandancia de Bilbao como técnico en desactivación de explosivos, y había intervenido muchas veces en la retirada de ikurriñas, a menudo adosadas a cargas explosivas. Él mismo había sido el responsable de retirar todas las banderas con explosivos de la provincia de Vizcaya a lo largo de esa semana del 11 de abril de 1976. Y ese mismo fin de semana en el país vasco hasta diez ikurriñas, tres de ellas cargadas con explosivos simulados y otras adosadas a cables de alta tensión.
El 11 de abril de 1976 a las 11 de la mañana, ETA había alertado a través de una llamada telefónica al cuartel de la Guardia Civil de Baracaldo avisando de la colocación de una ikurriña en la calle León de la localidad. Y un grupo de especialistas acudió al lugar donde estaba colocada una ikurriña en la calle León de Baracaldo frente al edificio de Telefónica, para retirarla. Miguel Gordo se subió a una plataforma de teléfonos, que fue elevada hasta la altura de los cables, y procedió a cortar con unos alicates la argolla metálica que sujetaba la ikurriña a los cables. En ese momento sufrió la descarga eléctrica de alta tensión que le provocó la muerte. Fue trasladado rápidamente al Hospital de Cruces, donde ingresó ya fallecido. De ahí, el cuerpo del agente fue llevado al cuartel de la Guardia Civil de La Salve, en cuya biblioteca se instaló, a las seis de la tarde del domingo, la capilla ardiente.
Veinticuatro horas después de la muerte de Miguel Gordo, otra bandera sería colocada en la parte vieja de San Sebastián, con una inscripción firmada por ETA, y unida por cables a dos paquetes, uno de ellos con un potente explosivo.
El mismo modus operandi ya había sido utilizado por ETA en el asesinato de miembros de la Guardia Civil como el 5 de octubre de 1975 de Esteban Maldonado Llorente, Jesús Pascual Martín Lozano y Juan Moreno Chamorro que fueron asesinados tras retirar una ikurriña en el Santuario de Aránzazu (Guipúzcoa) y que fue utilizada por ETA como señuelo para tenderles una emboscada. Tres meses después, el 17 de enero de 1976, el guardia civil Manuel Vergara Jiménez era asesinado al retirar una bandera que llevaba adosada a su mástil una carga explosiva, y su cuerpo salió despedido a casi veinte metros de distancia. Al contar la muerte de Miguel Gordo, ETA había asesinado en menos de seis meses cinco guardias civiles en similares circunstancias. Pocos días después, el 3 de mayo de 1976, el mismo procedimiento se utilizó en el asesinato del también guardia civil Antonio de Frutos Sualdea.
Miguel fue enterrado en Riego de la Vega (León), donde era natal su viuda. Miguel Gordo fue el quinto guardia civil asesinado en circunstancias similares en apenas seis meses.